# Geografia Mjanmy

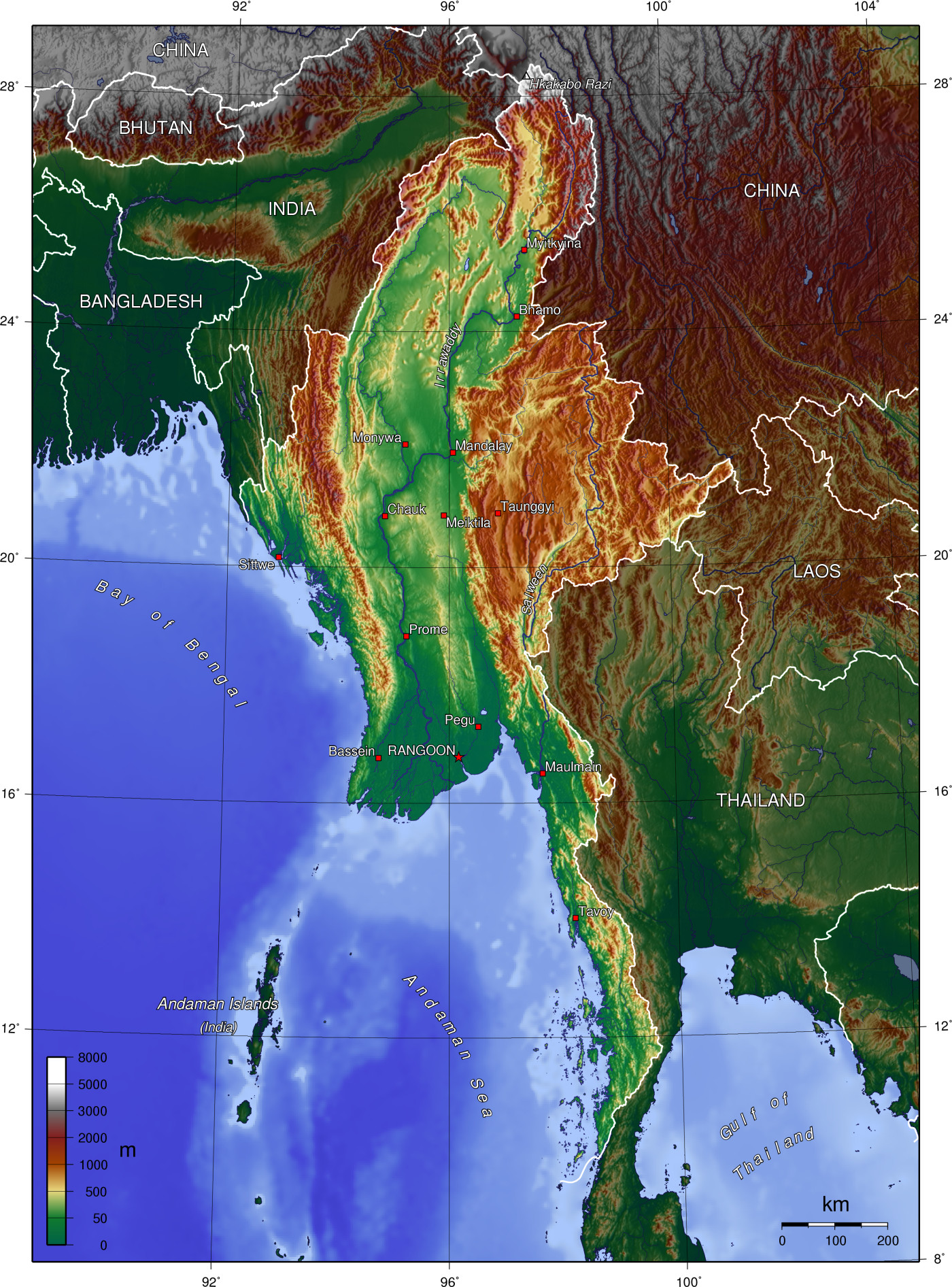
Mapa fizyczna Mjanmy

Mjanma (Birma), jest średniej wielkości krajem położonym w Azji Południowo-Wschodniej, w zachodniej części Indochin, nad Oceanem Indyjskim.

## Powierzchnia i granice
Powierzchnia: 678 500 km² (40. miejsce na świecie), w tym: wody śródlądowe - 3,06%.
Skrajne punkty – północny 28°32'N, południowy 9°56'N, zachodni 92°10'E, wschodni 101°10'E. Kraj o bardzo podłużnym konturze w swej rozciągłości południkowej mierzy prawie 2000 km długości, a w rozciągłości równoleżnikowej 910 km. Jednak przeciętna szerokość kraju wynosi 500 km, natomiast południowy odcinek kraju, który wchodzi w skład obszaru Półwyspu Malajskiego jest szeroki na zaledwie 80–90 km.
Mjanma graniczy z następującymi państwami:

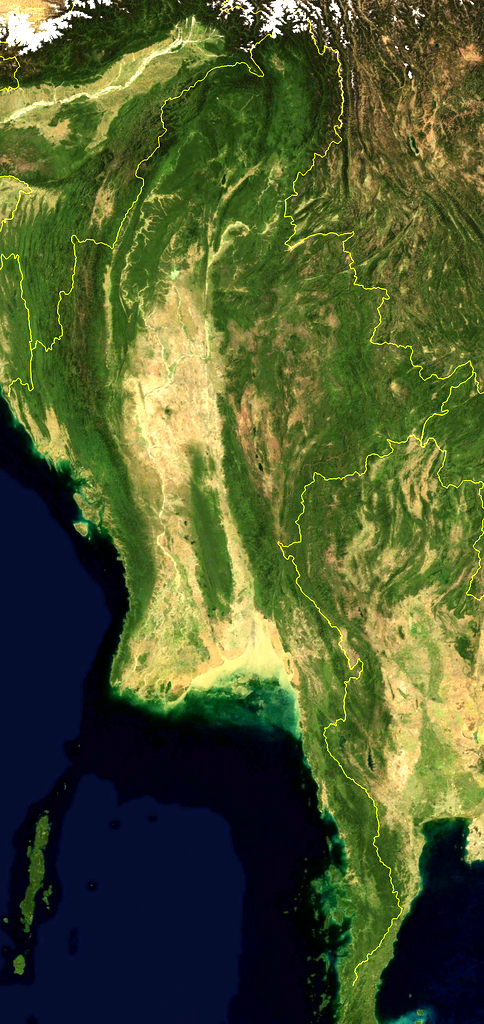
Mjanma widziana z kosmosu

- Tajlandia – 1800 km
- Laos – 235 km
- Chiny – 2185 km
- Indie – 1483 km
- Bangladesz – 193 km

Linia brzegowa kraju – 1930 km

## Budowa geologiczna i rzeźba

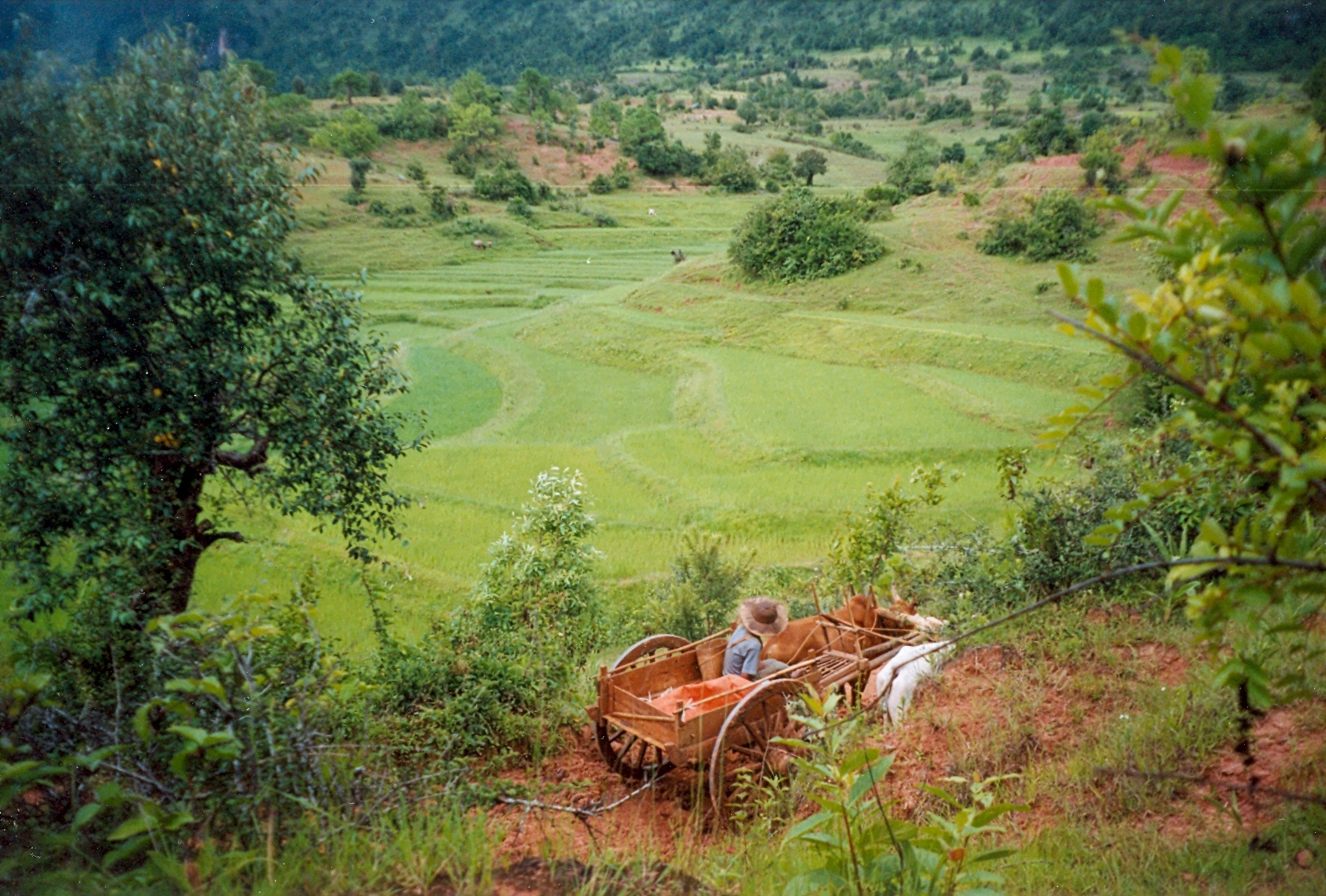
Region wyżynny Shan

Mjanma jest krajem górzystym, gdzie obszary górskie zajmują północną, wschodnią i zachodnią część kraju. Centralna część kraju jest nizinna i zajmuje ją Równina Irawadi.
Środkowa część kraju – Równina Irawadi jest akumulacyjną nizinną formacją geologiczną o przebiegu południkowym. Tworzy ją rów tektoniczny, który jest zbudowany z utworów trzeciorzędowych, wypełniają go żyzne aluwia. Obszar nizin jest podzielony pasmem niewysokich gór Pegu Yoma na część wschodnią i zachodnią. Góry wznoszą się średnio na wysokość około 600 m n.p.m. najwyższe wzniesienia liczą około 1500 m n.p.m.
Tereny górskie dzielą się na trzy regiony. Na zachodzie kraju ciągną się Góry Zachodniobirmańskie o wysokości maksymalnej 3825 m n.p.m. – szczyt Sarametu wnoszący się na granicy z Indiami. Góry te biegną wzdłuż granicy z Indiami i Bangladeszem, a następnie wzdłuż wschodniego brzegu Zatoki Bengalskiej. Góry Zachodniobirmańskie zbudowane są z piaskowców i wapieni pochodzących z kredy. W północnej części kraju, fragment granicy z Chinami tworzą góry Hengduan Shan, gdzie najwyższy szczyt Hkakabo Razi wznosi się na wysokość 5881 m n.p.m. Obszar ten stanowi zarazem kulminację Azji Południowo-Wschodniej. Wschodnia część Mjanmy jest zajęta przez wyżynno-górzysty obszar Szan (prowincja Szan). Najwyższym szczytem tego regionu jest góra Loileng, która wznosi się na wysokość 2745 m n.p.m.
Linia brzegowa kraju jest silnie rozwinięta. Na obszarze wód Zatoki Bengalskiej w niewielkiej odległości od wybrzeży Mjanmy leżą dwie stosunkowo duże wyspy: Jnabie o powierzchni 100 km² i Cheduba o powierzchni 523 km². Na Morzu Andamańskim rozciąga się Archipelag Mjeik (Mergui), który składa się z 804 zróżnicowanych wysp, o łącznej powierzchni 3,5 tys. km², z których największa z nich – Kadaň liczy 450 km². Wyspy są częściowo zbudowane z raf koralowych. Archipelag ciągnie się wzdłuż północnej części Półwyspu Malajskiego. Mjanma należy do obszarów sejsmicznych, nawiedzanych przez trzęsienia ziemi.

## Klimat

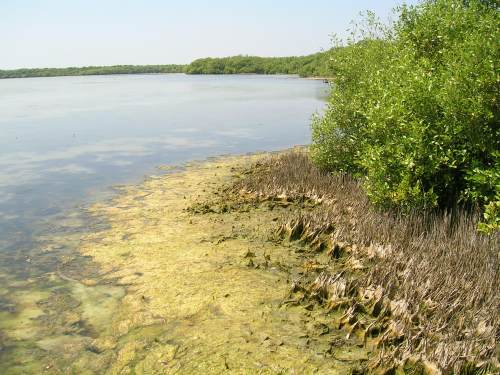
Rzeka Irawadi

Mjanma leży w większości swojego obszaru w strefie klimatu zwrotnikowego monsunowego, dotyczy to także obszarów na samym południu kraju, gdzie klimat posiada wybitnie morską, wilgotną odmianę. Krańce północne znajdują się pod wpływem klimatu podzwrotnikowego i także o monsunowej odmianie. Jeśli chodzi o wilgotną odmianę, to ta tyczy się nie tylko obszarów leżących na południu kraju, zwłaszcza wybrzeża zachodniego, ale i Gór Arakańskich oraz regionu Szan.
Mjanma jest regionem azjatyckim, który zalicza się do strefy klimatów gorących. Na obszarach nizinnych średnia temperatura roczna wynosi od +25 do +27 °C, a na południu kraju jest nieco wyższa i dochodzi do +32 °C. W kraju nie występują dni z dużymi upałami, średnie wartości termiczne nie przekraczają wartości +32 °C. Izotermy mają przebieg zbliżony do równikowego, zwłaszcza na południu nad Morzem Andamańskim, to oznacza, że w większości terytorium Mjanma, amplitudy termiczne są niewielkie. Inaczej jest w górach, gdzie wraz ze wzrostem wysokości maleją średnie wartości termiczne. Obszary najwyżej położone, szczególnie regiony górskie na północy kraju (w pobliżu granicy z Chinami) cechują się chłodnym klimatem, gdzie średnia temperatura roczna nie przekracza +10 °C, Do częstych zjawisk w najwyższych partiach Hengduan Shan należą mrozy, które występują nie tylko zimą, ale i latem, choć w dzień temperatury nieznacznie przekraczają 0 °C. Tereny te są przez cały rok przykryte śniegiem, gdzie granica wiecznego śniegu przebiega na wysokości 4 000 m n.p.m.
Wysokość opadów jest ściśle uzależniona od wiatrów monsunowych i obecność oceanu. W kraju występują dwie pory – sucha i deszczowa, która trwa mniej więcej od maja do listopada. Równina Irawadi, będąc obszarem osłoniętym od zachodów Górami Zachodniobirmańskimi otrzymuje niewielkie wartości opadowe – średnio około 800 mm. rocznie. Obszary wysoko położone są bardziej wilgotne, np. tereny górzyste Szan to opady rzędu od 1 000 do 2 000 mm rocznie. Poza terenami górskimi obfitymi regionami są delta rzeki Irawadi, która rocznie otrzymuje około 2 500 mm deszczu. Najbardziej obfite w opady są regiony nadmorskie, na południu kraju, gdzie suma opadów dochodzi do 5 000 mm rocznie.

## Wody
Sieć rzeczna kraju jest dobrze rozwinięta i ma wyraźny, warunkowany tektoniczną formą krajobrazu układ południkowy. Główną rzeką kraju jest Irawadi, która przepływa przez zachodnią część równiny o tej samej nazwie. Rzeka wypływa z Hengduan Shan, a uchodzi szeroką, wieloramienną deltą do Morza Andamańskiego. Irawadi stanowi zarazem naturalną oś kraju. Rozległa delta Irawadi, na której obszarze znajdują się liczne bagna i rozlewiska ma powierzchnię 30 tys. km². Inną ważna rzeką kraju jest długa na 400 km Sittaun, która płynie przez wschodnią część Równiny Irawadi. Na wschodnim krańcu Mjanmy, płynie rzeka Saluin, która bierze swój początek na Wyżynie Tybetańskiej. Rzeka jest długa na 2400 km i uchodzi do Zatoki Martaban.
Poza tymi wyżej wymienionymi rzekami, w kraju istnieje wiele innych rzek, płynących przeważnie w kierunku południowym. Fakt ten oznacza, że Mjanma należy do zlewiska Oceanu Indyjskiego.

## Gleby
Dominującą pokrywą glebową w kraju są mało urodzajne kambisole, występujące w zachodniej części Mjanmy. Na wschodzie Mjanmy występują nitosole, które są glebami pochodzenia wulkanicznego. Gleby te są żyzne i odporne na erozje, przez co mieszkańcy kraju wykorzystują je w gospodarce żarowej. Dolina Irawadi jest pokryta żyznymi fluwisolami, a w południowej części kraju, w strefie wybrzeża pojawiają się ubogie w składniki mineralne arkisole.

## Flora
Świat roślinny w kraju jest bardzo bogaty, roślinność nie została poważnie zdegradowana przez działania ludzi. Obecnie wciąż około połowę powierzchni kraju pokrywają lasy. Dominującą formacją leśną Mjanmy jest las monsunowy, gdzie główny gatunek reprezentuje drzewo tekowe i różane. Poza nimi rosną też bambusy. Obszary górzyste, które są na ogół wilgotnymi miejscami, porastają wilgotne wiecznie zielone lasy podzwrotnikowe (lasy monsunowe zrzucają liście w porze suchej). Tereny nadmorskie porastają lasy namorzynowe, które występują także w delcie Irawadi, wraz z wszelką roślinnością bagienną. Centralna część kraju, czyli Równina Irawadi, która jest stosunkowo suchym regionem kraju, jest pokryta sawanną z zaroślami bambusa. W górach występuje piętrowość roślinna, od wysokości 3300 m n.p.m. występuje roślinność subalpejska.

## Fauna
Świat zwierząt także na terytorium Mjanmy jest dobrze zachowany. Typowy dla Regionu Indochińskiego zwierzyniec reprezentują drapieżniki takie jak tygrys i lampart. W kraju nielicznie występują słonie indyjskie, nosorożce sumatrzańskie i tapiry malajskie. Do pospolitych gatunków należą bawoły, jeleniowate i antylopa garna. Tereny leśne reprezentują naczelne jak: gibon, langur i makak, oraz bogaty świat owadów (różne gatunki jadowitych pająków). Powszechne są też gady, głównie węże (największy z nich to pyton) oraz jaszczurki i płazy, które występują przede wszystkich na obszarach bagiennych w delcie Irawadi.
Z ptaków do najliczniejszych zaliczyć należy różne gatunki bażantowatych i ptaki brodzące, które są powszechne w środowiskach wodnych Mjanmy. W kraju żyje endemiczna dla Krainy Orientalnej rodzina turkuśników. Obszary wybrzeża są zamieszkiwane przez ptactwo morskie.
Mimo dobrze zachowanej przyrody w Mjanmie, tylko 0,3% powierzchni kraju jest chronionych, istnieje 11 rezerwatów o łącznej powierzchni 1700 km².